# Deutsche Nordische Skimeisterschaften 1963

Logo des Deutschen Skiverbands

Die 46. Deutschen Nordischen Skimeisterschaften fanden vom 13. bis zum 17. Februar 1963 im bayerischen Ruhpolding statt. Die Sprungläufe der Spezialspringer wurden auf der Großen Zirmbergschanze (K-86) abgehalten, während die Kombinierer von der K-56-Adlerschanze im Ortsteil Maiergschwendt sprangen.
Darüber hinaus wurden am 2. und 3. März 1963 die Skilanglauf-Meisterschaften im Skimarathon und der Vereinsstaffel in Hinterzarten ausgetragen.

## Programm und Zeitplan
| Datum            | Uhrzeit | Ereignis                  | Geschlecht |
| ---------------- | ------- | ------------------------- | ---------- |
| Mi., 13. Februar | 09:00   | 30-km-Langlauf            | Männer     |
| Mi., 13. Februar | 13:30   | 5-km-Langlauf             | Frauen     |
| Do., 14. Februar | 13:30   | Kombinationssprunglauf    | Männer     |
| Fr., 15. Februar | 09:00   | 15-km-Langlauf            | Männer     |
| Fr., 15. Februar | 09:00   | Kombinationslanglauf      | Männer     |
| Fr., 15. Februar | 13:30   | Qualifikation Skispringen | Männer     |
| Sa., 16. Februar | 09:00   | 4 × 10-km-Staffellauf     | Männer     |
| Sa., 16. Februar | 13:30   | 3 × 5-km-Staffellauf      | Frauen     |
| So., 17. Februar | 13:30   | Skispringen               | Männer     |
|                  |         |                           |            |
| Sa., 2. März     |         | 4 × 10-km-Staffellauf     | Männer     |
| So., 3. März     | 09:00   | 50-km-Langlauf            | Männer     |

## Skilanglauf

### Frauen

#### 5 km
| Platz | Sportler                | Ort       | Zeit (h)  |
| ----- | ----------------------- | --------- | --------- |
| 01    | Rita Czech-Blasl        | Freiburg  | 0:21:46,5 |
| 02    | Margit Scherer          | Isny      | 0:21:57,9 |
| 03    | Stefanie Köhrer-Wamsler | Degenfeld | 0:23:04,6 |
| 04    | Barbara Barthel         | Wunsiedel | 0:23:25,6 |
| 05    | Heide Schlegl           | Urach     | 0:23:35,5 |
| 06    | Elisabeth Duffner       | Schonach  | 0:23:35,5 |

Datum: Mittwoch, 13. Februar 1963

Der Gewinn ihrer achten deutschen Einzelmeisterschaft viel deutlich knapp er aus als erwartet. Letztlich konnte sich die mit einem schlechten Ski ausgestattete Rita Czech-Blasl aber mit wenigen Sekunden Vorsprung gegen Margit Scherer durchsetzen.

#### 3 × 5-km-Verbandsstaffel
| Platz | Verband             | Sportlerinnen                                         | Zeit (h)  |
| ----- | ------------------- | ----------------------------------------------------- | --------- |
| 01    | Schwaben            | Heide Schlegl Stefanie Köhrer-Wamsler Margit Scherer  | 1:05:05,0 |
| 02    | Schwarzwald         | Elisabeth Duffner Klara Ketterer Rita Czech-Blasl     | 1:07:27,0 |
| 03    | Nordrhein-Westfalen | Monika Friedrichs Monika Benfer Anita Grommes         | 1:07:39,2 |
| 04    | Bayern              | Michaela Endler Veronika von Kaufmann Barbara Barthel | 1:09:07,0 |
| 05    | Harz                | Rübe Monika Schnieber Christa Lindemann               | 1:10:21,6 |
| 06    | Gemischte Staffel   | Birkenstein Schirmak Notheisen                        | 1:14:04,0 |

Datum: Samstag, 16. Februar 1963

### Männer

#### 15 km
| Platz | Sportler            | Ort           | Zeit (h)  |
| ----- | ------------------- | ------------- | --------- |
| 01    | Walter Demel        | Zwiesel       | 0:47:58,8 |
| 02    | Georg Thoma         | Hinterzarten  | 0:48:58,8 |
| 03    | Karl Buhl           | Sonthofen     | 0:49:02,6 |
| 04    | Horst Kohler        | Immenstadt    | 0:49:35,6 |
| 05    | Helmut Gerlach      | Braunlage     | 0:49:43,6 |
| 06    | Xaver Kraus         | Reit im Winkl | 0:49:54,4 |
| 07    | Rudolf Kopp         | Reit im Winkl | 0:49:57,4 |
| 08    | Herbert Steinbeißer | Ruhpolding    | 0:49:58,2 |
| 09    | Alfons Dorner       | Reit im Winkl | 0:50:01,4 |
| 10    | Siegfried Weiß      | Furtwangen    | 0:50:08,4 |

Datum: Freitag, 15. Februar 1963

Trotz eines Skibruchs nach vier Kilometern sowie eines Sturzes in Folge dieses Bruchs erkämpfte sich Walter Demel seine fünfte deutsche Meisterschaft in einer Konkurrenz von insgesamt 160 Athleten.

#### 30 km
| Platz | Sportler            | Verein            | Zeit (h)  |
| ----- | ------------------- | ----------------- | --------- |
| 01    | Walter Demel        | SC Zwiesel        | 1:55:19,7 |
| 02    | Siegfried Weiß      | SZ Brend          | 1:57:18,2 |
| 03    | Sepp Maier          | SC St. Peter      | 2:01:14,9 |
| 04    | Herbert Steinbeißer | SC Ruhpolding     | 2:01:31,4 |
| 05    | Helmut Gerlach      | WSV Braunlage     | 2:01:48,1 |
| 06    | Alfons Dorner       | WSV Reit im Winkl | 2:02:19,0 |
| 07    | Helmut Eschle       | SC Schönwald      | 2:04:01,0 |
| 08    | Peter Weiß          | SZ Brend          | 2:04:20,9 |
| 09    | Karl Lindner        | SC Willingen      | 2:05:43,2 |
| 10    | Gerson Fleig        | SC Schonach       | 2:05:55,9 |

Datum: Mittwoch, 13. Februar 1963

Auf einer mittelschweren Strecke setzte sich Walter Demel in einem Teilnehmerfeld von 76 Skilangläufern mit großem Vorsprung durch. Am Ziel feierten ihn rund 3000 Zuschauer.

#### 50 km
| Platz | Sportler            | Ort           | Zeit (h) |
| ----- | ------------------- | ------------- | -------- |
| 01    | Siegfried Weiß      | Furtwangen    | 3:18:35  |
| 02    | Siegfried Hug       | Hinterzarten  | 3:20:17  |
| 03    | Xaver Kraus         | Reit im Winkl | 3:24:29  |
| 04    | Alfons Dorner       | Reit im Winkl | 3:27:43  |
| 05    | Herbert Steinbeißer | Ruhpolding    | 3:28:27  |
| 06    | Otto Mages          | Marktredwitz  | 3:29:12  |

Datum: Sonntag, 3. März 1963

In Abwesenheit des verletzten Walter Demel gingen 85 Athleten beim Skimarathon an den Start, von denen jedoch 20 das Rennen frühzeitig aufgeben mussten. Sieger wurde Siegfried Weiß, der den Dauerlauftitel bereits 1959 gewinnen konnte.

#### 4 × 10-km-Verbandsstaffel
| Platz | Verband        | Sportler                                                    | Zeit (h)  |
| ----- | -------------- | ----------------------------------------------------------- | --------- |
| 01    | Bayern I       | Herbert Steinbeißer Rudolf Kopp Xaver Kraus Walter Demel    | 2:22:30,8 |
| 02    | Schwarzwald I  | Siegfried Weiß Sepp Maier Horst Kohler Siegfried Hug        | 2:24:48,2 |
| 03    | Bayern II      | Alfons Dorner Sepp Achatz Horst Möhwald Edi Lengg           | 2:25:16,4 |
| 04    | Harz I         | Bayer Wilhelm Schmidt Karl Kamphenkel Helmut Gerlach        | 2:28:38,6 |
| 05    | Bayern IV      | Karl Buhl Manfred Schulz Lothar Obermeier Günther Obermeier | 2:31:15,8 |
| 06    | Schwarzwald II | Haberstroh Andreas Stolz Helmut Eschle Peter Weiß           | 2:32:18,8 |

Datum: Samstag, 16. Februar 1963

#### 4 × 10-km-Vereinsstaffel
| Platz | Verein               | Sportler                                          | Zeit (min)              | Zeit (h) |
| ----- | -------------------- | ------------------------------------------------- | ----------------------- | -------- |
| 01    | WSV Reit im Winkl I  | Alfons Dorner Xaver Kraus Rudolf Kopp Edi Lengg   | 38:02 38:30 38:52 38:57 | 2:34:21  |
| 02    | SC Zwiesel           | Zellner Manfred Schulz Sepp Achatz Walter Demel   | 38:32 41:03 39:33 38:13 | 2:37:21  |
| 03    | WSV Braunlage I      | Bayer Krebs Karl Kamphenkel Helmut Gerlach        | 38:19 40:24 40:10 39:51 | 2:38:44  |
| 04    | SC Hinterzarten      | August Hitz Georg Thoma Franz Thoma Siegfried Hug | 39:01 38:13 42:03 39:41 | 2:38:58  |
| 05    | SC Ruhpolding        |                                                   |                         | 2:40:11  |
| 06    | WSV Reit im Winkl II |                                                   |                         | 2:40:55  |

Datum: Samstag, 2. März 1963

## Nordische Kombination

### Einzel (K 56/15 km)
| Platz | Sportler           | Verein            | Sprungnote | Laufzeit (min) | Punkte |
| ----- | ------------------ | ----------------- | ---------- | -------------- | ------ |
| 01    | Georg Thoma        | SC Hinterzarten   | 236,6      | 48:58,8        | 503,5  |
| 02    | Edi Lengg          | WSV Reit im Winkl | 244,9      | 50:14,6        | 494,6  |
| 03    | Josef Zeller       | SC Ruhpolding     | 240,3      |                | 463,0  |
| 04    | Horst Möhwald      | SC Spitzingsee    | 220,7      |                | 460,0  |
| 05    | Roman Weidel       | SC Oberaudorf     | 233,2      |                | 454,4  |
| 06    | Arthur Bodenmüller | WSV Isny          |            |                | 411,4  |
| 07    | Walter Vogel       | WSV Reit im Winkl |            |                | 403,9  |
| 08    | Ernst Lauber       | SC Partenkirchen  |            |                | 390,7  |
| 09    | Konrad Namberger   | SC Traunstein     |            |                | 375,9  |
| 10    | Heini Ihle         | SC Oberstdorf     | 256,8      |                | 369,8  |

Datum: Donnerstag, 14. und Freitag, 15. Februar 1963

Zum sechsten Mal in Folge gewann Georg Thoma den „Goldenen Ski“. Dabei lag Thoma (53 und 56 Meter) nach dem Sprunglauf nur auf dem vierten Platz und hatte dabei einigen Rückstand auf Edi Lengg (48,5 / 52,5 m), der als stärkster Langläufer unter den Kombinierern galt. Den Sprunglauf gewann Heini Ihle mit Sprüngen auf 53 und 58 Metern. Während Ihle als schwacher Langläufer eingestuft wurde, wurden neben Lengg auch den dritt- bzw. fünftplatzierten Josef Zeller (48 / 53 m) und Roman Weidel (48 / 52 m) Chancen auf den Kombinationstitel ausgerechnet. Letztendlich verteidigte jedoch der Serienmeister Thoma nach einer großartigen Laufleistung (48:58,8 Minuten) überraschend seinen Titel und verwies dabei wie im Vorjahr Lengg (50:14,6 min) erneut auf den zweiten Rang. Bei seinem Siegerinterview bezeichnete Thoma das Ergebnis als seinen größten Erfolg seit dem Olympiasieg aus dem Jahre 1960.

## Skispringen

### Großschanze (K 86)
| Platz | Sportler           | Ort           | Weite 1 | Weite 2 | Punkte |
| ----- | ------------------ | ------------- | ------- | ------- | ------ |
| 01    | Georg Thoma        | Hinterzarten  | 97,0 m  | 90,0 m  | 234,9  |
| 02    | Heini Ihle         | Oberstdorf    | 91,0 m  | 92,0 m  | 231,3  |
| 03    | Max Bolkart        | Oberstdorf    | 89,0 m  | 95,0 m  | 227,0  |
| 04    | Helmut Wegscheider | Hammer        | 93,0 m  | 89,0 m  | 221,1  |
| 05    | Wolfgang Happle    | Neustadt      | 88,0 m  | 85,0 m  | 213,6  |
| 06    | Henrik Ohlmeyer    | Bischofsgrün  | 90,5 m  | 87,5 m  | 213,1  |
| 07    | Helmut Reichertz   | Braunlage     | 87,0 m  | 85,0 m  | 202,1  |
| 08    | Heinrich Zapf      | Bischofsgrün  | 82,0 m  | 89,0 m  | 199,6  |
| 09    | Günther Göllner    | Bayreuth      | 82,5 m  | 89,0 m  | 199,2  |
| 10    | Hias Winkler       | Partenkirchen | 87,0 m  | 82,0 m  | 197,4  |

Datum: Sonntag, 17. Februar 1963

Nachdem der amtierende Meister Helmut Wegscheider den Qualifikationsdurchgang mit einer Rekordweite von 101 Metern noch vor Heini Ihle und Max Bolkart gewann, musste er sich bei der Entscheidung am Sonntag vor etwa 15.000 Zuschauern geschlagen geben und sich auf dem vierten Rang einreihen. Den Meistertitel gewann Georg Thoma, der somit in allen drei Disziplinen eine Einzelmedaille holen konnte. Bemerkenswert war zudem die Umstellung einiger Athleten auf den „Fischstil“, wobei der Springer die Hände eng an die Hosen legt.

## Zeitungsartikel
- Ruhpolding erwartet die deutschen „Nordischen“, Passauer Neue Presse, Ausgabe Nr. 36 vom 12. Februar 1963
- Günther Meergans – Heinz Hauser – Georg Thoma, PNP, Ausgabe Nr. 37 vom 13. Februar 1963
- W. Demel zum vierten Male deutscher Skimeister, PNP, Ausgabe Nr. 38 vom 14. Februar 1963
- Olympiasieger Georg Thoma droht eine Niederlage, PNP, Ausgabe Nr. 39 vom 15. Februar 1963
- „Goldener Ski“ wieder für Georg Thoma, PNP, Ausgabe Nr. 40 vom 16. Februar 1963
- Demel (SC Zwiesel) in Deutschland Rang 1, PNP, Ausgabe Nr. 40 vom 16. Februar 1963
- Georg Thoma gewann auch den Spezialsprunglauf, PNP, Ausgabe Nr. 41 vom 18. Februar 1963
- Reit im Winkl erneut deutscher Staffelmeister, PNP, Ausgabe Nr. 53 vom 4. März 1963